# Kevin Hague
Kevin Grant Hague(sinh ngày 18 tháng 3 năm 1960) là giám đốc điều hành của Forest & Bird, một tổ chức bảo tồn độc lập của New Zealand, kể từ tháng 10 năm 2016. Ông cũng là cựu thành viên quốc hội New Zealand đại diện cho Đảng Xanh, người đầu tiên được bầu vào quốc hội năm 2008.
Tính đến  năm 2016 Hague là người phát ngôn của Đảng Xanh về Sức khỏe (bao gồm Tập đoàn bồi thường tai nạn và Thể thao & giải trí), bảo tồn và các vấn đề Cầu vồng.
Trước khi đắc cử vào Quốc hội, Hague là Giám đốc điều hành của Ủy ban Y tế quận Bờ Tây. Hague cũng là một tác giả, một nhà hoạt động vì quyền đồng tính lâu năm và là cựu giám đốc điều hành của Quỹ AIDS New Zealand.

## Đời tư
Hague sinh ra ở Alderhot, Hampshire, Vương quốc Anh nhưng chuyển đến New Zealand vào năm 1973 khi ông 13 tuổi. Hague thích đi xe đạp leo núi, tham quan theo chu kỳ và đi dạo. Ông đã ở với bạn đời của mình từ năm 1984, nhưng không có kế hoạch kết hôn kể từ khi Dự luật sửa đổi hôn nhân của Nghị sĩ Lao động Louisa Wall (Định nghĩa về hôn nhân) được thông qua.